# لیو جون

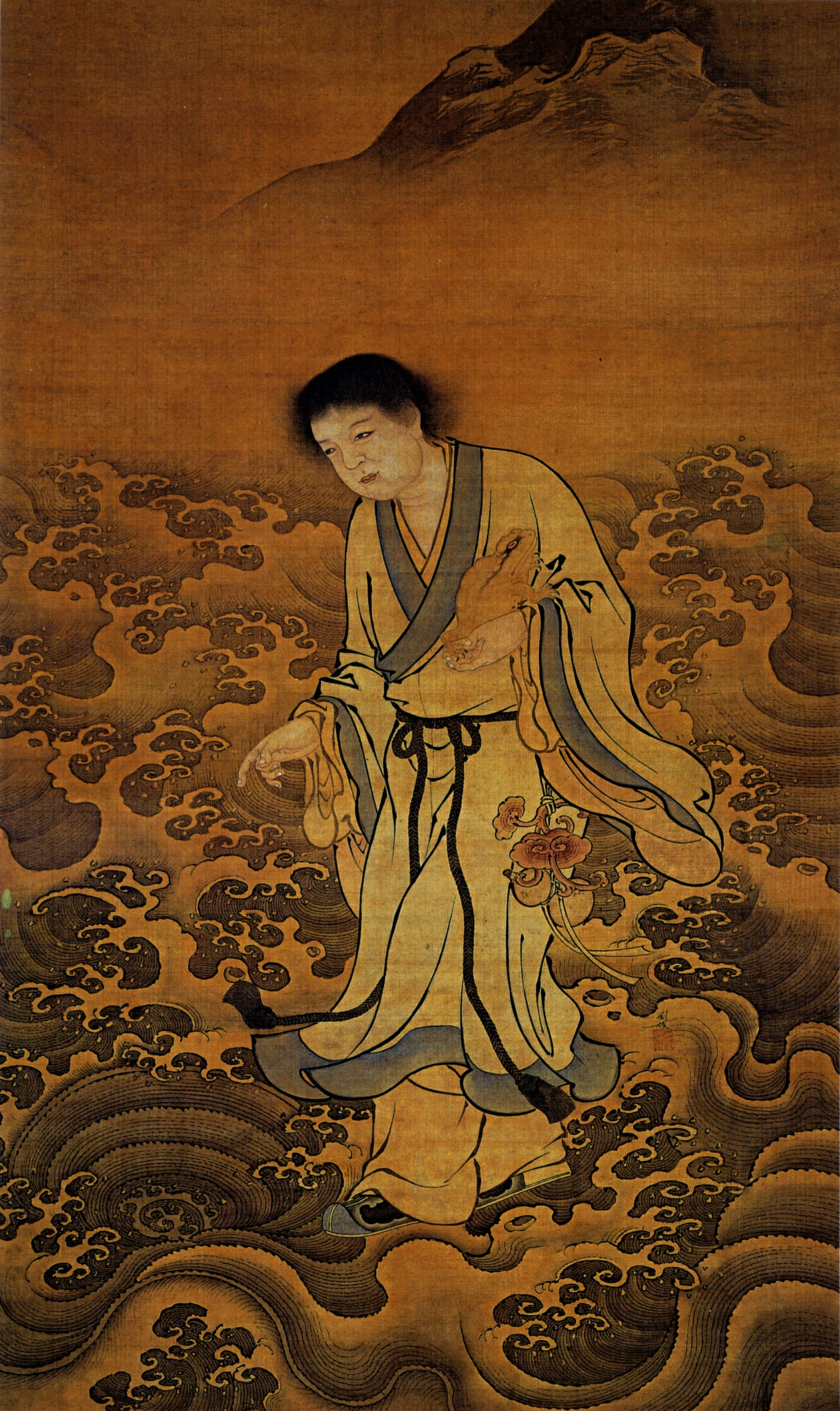
لیوهای و چان چو، موزهٔ فرهنگ شیجیاجوانگ

لیو جون یا لیو چون (چینی ساده: 刘俊، چینی سنتی: 劉俊، پین‌یین: Liú Jùn، وید جایلز: Liu Chün) از نقاشان چینی اوایل دودمان مینگ بود. نام دیگر او تینگ وی و مهارتش درکشیدن مناظر و افراد بود. از تاریخ دقیق تولد و مرگ او اطلاعی در دست نیست.